# CPLP-spelen
CPLP-spelen (portugisiska:  Jogos da CPLP) är ett multisportevenemang för ungdomar upp till 16 år i den portugisisktalande världen. Spelen hade premiär 1992, och arrangeras av CPLP.

## Upplagor
| År   | Upplaga | Spelplats                                 | Aktiva | Nationer |
| ---- | ------- | ----------------------------------------- | ------ | -------- |
| 1992 | I       | Lissabon, Portugal                        | 500    |          |
| 1995 | II      | Bissau, Guinea-Bissau                     | 300    |          |
| 1997 | III     | Maputo, Moçambique                        | 500    |          |
| 2002 | IV      | Praia, Kap Verde                          | 470    |          |
| 2005 | V       | Luanda, Angola                            | 700    |          |
| 2008 | VI      | Rio de Janeiro, Rio de Janeiro, Brasilien | 600    |          |
| 2010 | VII     | Maputo, Moçambique                        |        |          |
| 2012 | VIII    | Mafra, Portugal                           |        |          |
| 2014 | IX      | São Tomé, São Tomé och Príncipe           |        |          |